# Topoloveni
Topoloveni is een stad (oraș) in het Roemeense district Argeș. De stad telt 10.626 inwoners (2002).